# Crítica de la raó pràctica
La Crítica de la Raó pràctica és el segon dels textos fonamentals d'Immanuel Kant, publicat l'any 1788 a Riga, on exposa les seves idees en el terreny de l'ètica. Juntament amb la Crítica de la raó pura, és una de les obres clau del pensament kantià.

## L'ètica prekantiana

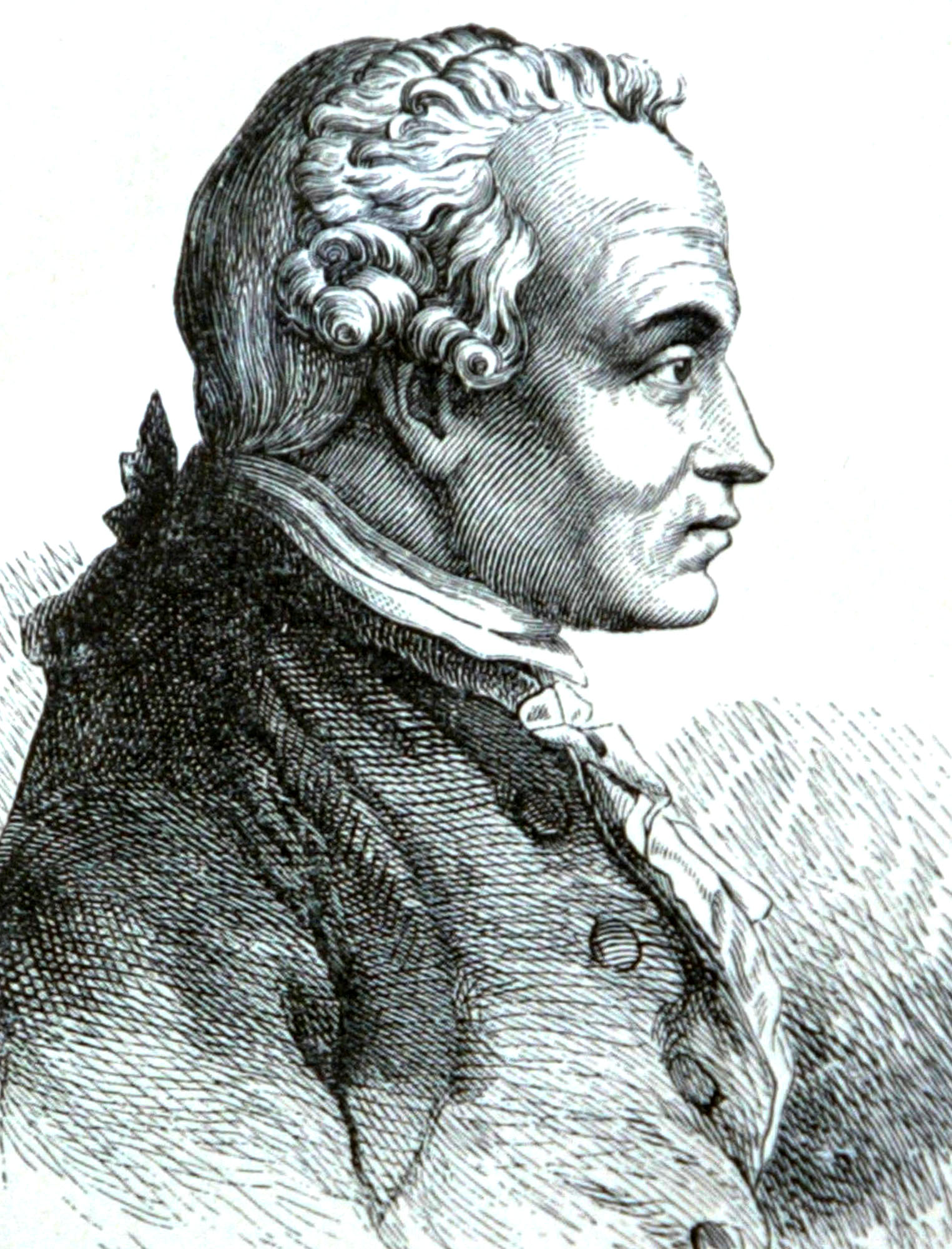
Immanuel Kant

Kant, igual que ha fet al terreny del coneixement, dins l'àmbit de l'ètica també analitzarà les diferents visions ètiques que hi ha hagut al llarg de la història. Conclou que tots els plantejaments ètics anteriors eren ètiques materials, és a dir, ètiques als quals la conducta humana és considerada bona o dolenta depenent d'alguna cosa que és considerada el Bé Suprem de l'ésser humà. (Plató, Aristòtil, Epicur…). Aquest Bé Suprem pot ser el plaer, la felicitat, Déu... Segons aquesta visió ètica també hi ha uns mitjans per aconseguir aquest fi de la conducta, i unes normes de comportament.
Kant criticarà aquesta proposta ètica per ésser
- empírica. Els preceptes d'aquesta ètica estan basats en l'experiència, però Kant pretén una ètica que sigui universal, i, per tant, els preceptes de l'ètica no podran ser empírics, sinó a priori.
- hipotètica. Ja que el comportament segons aquesta visió ètica, es basa a aconseguir un premi o fugir d'un càstig.
- heterònoma. Rep els preceptes d'aquesta ètica des de fora de la raó.

## Vers una ètica universal
Així Kant proposarà una ètica contrària a l'ètica material: ètica formal; que no sigui empírica, sinó a priori, és a dir, universal i necessària per a tots els éssers humans. Que no sigui hipotètica, sinó categòrica, és a dir, que no hi hagi cap condició que els obligui i que sigui universalitzable. Que no sigui heterònoma, sinó autònoma, és a dir, que sigui el mateix subjecte qui es determini a ell mateix a obrar. Aquesta ètica formal ha d'estar basada en el deure, una ètica que no ens diu «Què hem de fer», sinó «Com hem de comportar-nos».
Kant troba tres tipus d'accions:
- Contràries al deure o una acció incorrecta. Per exemple un comerciant que cobra preus abusius.
- D'acord amb el deure per motius extrínsecs. Per exemple un comerciant que cobra el preu just per guanyar clients.
- El deure pel deure. Una acció correcta realitzada perquè és correcta. Per exemple un comerciant que cobra el preu just perquè és el que ha de fer.

Només la darrera de les accions analitzades és moralment bona, ja que s'actua sense cap finalitat: El deure pel deure. Kant aspira a crear una ètica així, racional i universal, que s'imposi a tots els éssers humans a través de la raó. D'aquí ve la necessitat d'analitzar la raó per poder establir la majoria d'edat de la Humanitat. Aquesta ètica té dues fonts principals:
- La raó: la llei a priori. La llei moral i del bé no pot tenir com a origen l'experiència, i, per tant, aquesta llei ha de ser a priori, independent de l'experiència, fonamentada en la raó. A través de l'experiència coneixem allò que és, però l'ètica analitza allò que ha de ser.
- La voluntat: Els imperatius. La voluntat es dona a ella mateixa les seves lleis, anomenades imperatius. Però cal distingir dos tipus d'imperatius: Els imperatius hipotètics, basats en la recerca d'un premi o la fugida d'un càstig (Kant els rebutja), i l'imperatiu categòric (El deure pel deure, acceptats per Kant). Així trobem com a màxima kantiana: Actua tal com creus que hauria d'actuar tothom. La voluntat és l'únic legislador moral que es pot admetre: l'autonomia de la voluntat consisteix que ella, per sí sola, no condicionada per res, és la llei.

Kant no ofereix regles de conducta que ens permetin viure honestament, sinó que ens dona criteris racionals per determinar la validesa de totes les normes. Cerca el principi fonamental, l'única orientació vàlida per tota la conducta humana: El deure pel deure.
Un altre element fonamental que ha de regir les accions humanes és que no podem considerar els éssers humans com a mitjans, sinó que han de ser considerats sempre com un fi en si mateixos. Aquest element del pensament kantià reconeix la universalitat de la dignitat humana.

## Els postulats de la raó pràctica
A la Crítica de la raó pura, Kant posa de manifest la impossibilitat de la metafísica com a ciència, ja que és del tot impossible arribar a conèixer l'ànima, Déu, la llibertat... Però Kant, en cap moment no nega ni l'existència de l'ànima, ni de Déu. L'únic que diu és que no són objectes de coneixement. El camp de l'afirmació d'aquestes realitats no és la raó pura, sinó la raó pràctica, cal admetre'ls com a postulats. Per poder entendre millor això caldrà distingir entre:
- Axiomes. Proposicions evidents que no necessiten demostració.
- Teoremes. Proposicions no evidents que calen ser demostrades.
- Postulats. Proposicions no evidents, no demostrables, però que cal acceptar perquè, si no, seria impossible alguna cosa acceptada. Així, les realitats metafísiques no són evidents, no són demostrables, però cal admetre-les per fer possible la moral.

Els principals postulats de la raó pràctica són els següents:
- La llibertat. Per fer possible la moral autònoma és necessària la llibertat.
- La immortalitat de l'ànima. La voluntat persegueix un fi que no aconsegueix en aquesta vida, així, cal admetre la immortalitat.
- Déu. En el món, ser i haver de ser no coincideixen, per això cal admetre Déu, on s'identifiquen aquestes realitats

## Enllaç Extern
- «Imperatiu categòric», FiloXarxa.